# Radiophonie vol. 9
Hexagone est une composition et production de Jean-Michel Jarre, conçue à l'origine, dans sa version électronique, comme habillage audio pour le média d'information du service public, France Info.  Radiophonie Vol. 9 fut édité en édition limitée (520 exemplaires) par Radio France le 13 janvier 2017.